# Agrotis paramensis
Agrotis paramensis là một loài bướm đêm trong họ Noctuidae.